# Ryzyko płynności
Ryzyko płynności – ryzyko tego, że kontrahent stanie się niezdolny do wykonywania swoich zobowiązań finansowych w momencie, w którym staną się one wymagalne, pomimo faktu, iż może posiadać wystarczające środki do wykonania takich zobowiązań w przyszłości.
W przypadku banku ryzyko płynności dotyczy zobowiązań wobec deponentów (brak środków na to, by zwrócić depozyty) oraz kredytobiorców (brak środków na wypłaty kredytów wynikające z podpisanych umów).
Przyczyny powodujące zagrożenie utraty płynności są różnorodne. Wszystkie operacje bankowe, które powodują przepływ strumieni pieniężnych, mogą bowiem wywołać perturbacje banku w sferze płynności. Przyczyny wewnętrzne utraty płynności są związane z decyzjami zarządczymi banku, przede wszystkim z zakresu gospodarowania aktywami i pasywami, ale także z zakresu reputacji i zaufania do banku czy jakości systemów monitorowania i limitowania płynności, obsługi klientów oraz kwalifikacji pracowników. Przyczyny zewnętrzne utraty płynności (przyczyny systemowe) są związane z sytuacją w otoczeniu banku i jako takie nie są bezpośrednio zależne od zarządzających bankiem. Należą do nich np. zmiany sytuacji makroekonomicznej, zmiany regulacyjne czy zaburzenia w funkcjonowaniu rynków finansowych.
Istnieją ścisłe związki między ryzykiem płynności a pozostałymi rodzajami ryzyka finansowego we wszystkich obszarach działalności banku. Najszerzej współzależność tę można przedstawić między ryzykiem płynności a ryzykiem wyniku finansowego.
Pogorszenie sytuacji płynnościowej ma negatywny wpływ na wyniki finansowe banku, gdyż wówczas musi on płacić więcej za dostęp do płynnych środków. Z drugiej strony utrata kapitału, niekorzystne zmiany stopy procentowej lub kursów walutowych mogą stać się przyczyną problemów płynnościowych banku.
Te sprzężenia zwrotne między skutkami zagrożeń stanowią podstawę klasyfikacji ryzyka płynności na pierwotne i wtórne:
- Pierwotne ryzyko płynności wynika z samego gospodarowania aktywami i pasywami bilansu, a w konsekwencji stanowi źródło zagrożenia wyniku finansowego.
- Wtórne ryzyko płynności jest związane z poniesionymi stratami w wyniku niekorzystnych zmian „cen” i utraty kapitału. Wynika z tego, że przy wtórnym ryzyku płynności redukcja ryzyka wyniku finansowego obniża niebezpieczeństwo utraty płynności.